# Albertine-Elisabeth Pater

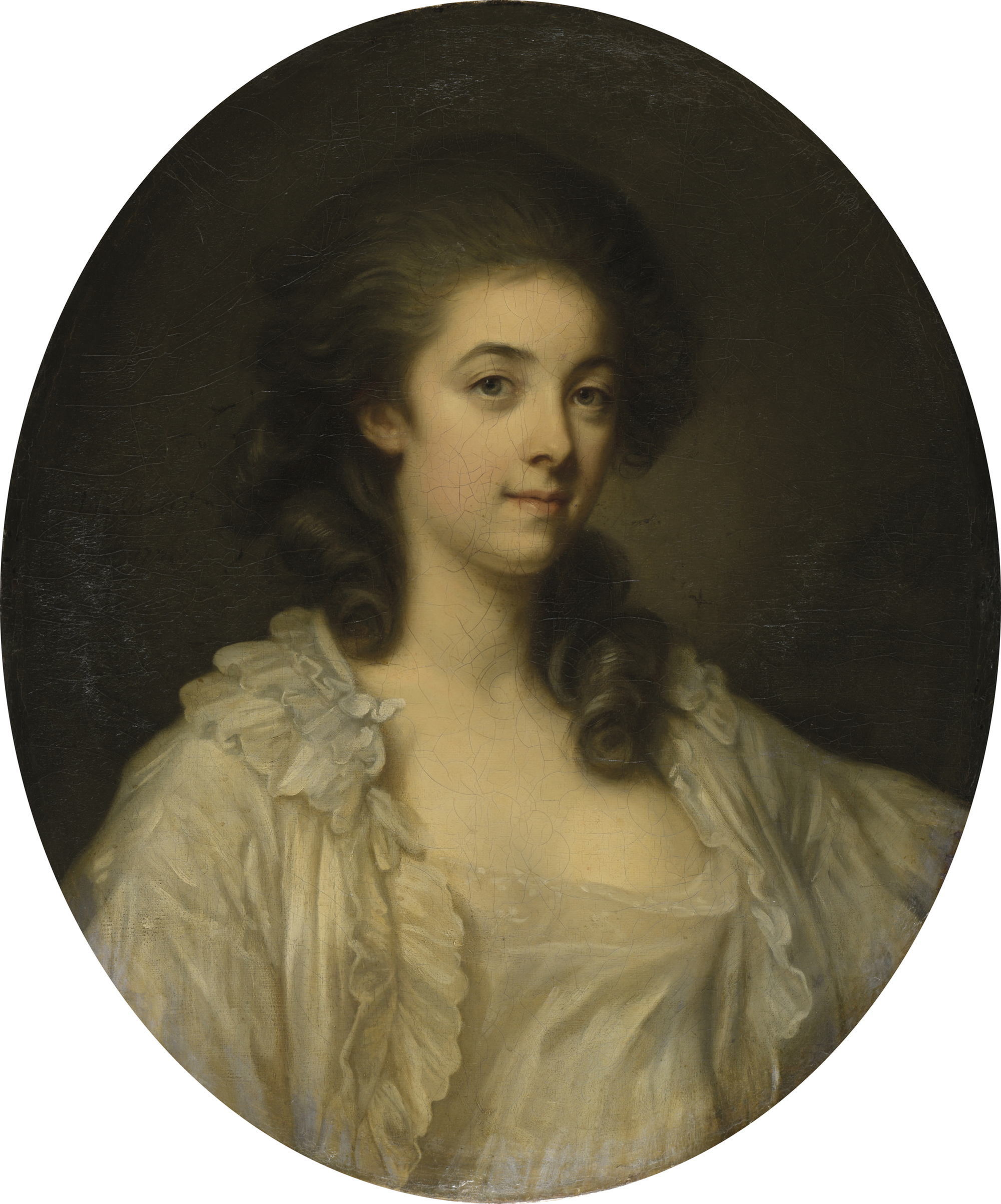
Albertine-Elisabeth Pater

Sophie Gertrude Adélaïde Dorothée Catherine Frédérique de Neukirchen de Nivenhein, vanligen kallad Albertine-Elisabeth baronne de Nieukerque eller Mme Pater, 1742, död 1817, är känd som älskarinna till kung Ludvig XV av Frankrike under 1771.
Hon var dotter till den nederländske baronen Johann Gisbert von Neukirchen eller Nyvenheim (1705-1792) och Margriet van Wijhe (1714- ?). Hon gifte sig 1750 med den rike köpmannen Gerhard Pater. Hon bosatte sig med sin make i Paris, där hon gjorde succé i sällskapslivet och blev omtalad för sin skönhet. Visor cirkulerade om henne under år 1763. Paret separerade snart, och medan maken återvände till Nederländerna, bosatte hon sig permanent i Paris under namnet baronessan de Nieukerque. 
Hon blev några år senare föremål för en uppmärksammad intrig som gick ut på att störta kungens officiella mätress Madame Dubarry. Hon var en tid älskarinna till Choiseul, som i samarbete med Dubarrys officiella allierade d'Aiguillon intrigerade för att få kungen att ingå ett hemligt morganatiskt äktenskap med Pater. Intrigen misslyckades men omnämns i samtida dokument, även om dess detaljer är diffusa. Att hon hade ett förhållande med kungen är dock klart, och tillsammans med de pengar hon fick av honom och den inkomst hon fick efter sin make, som till stor del berodde på inkomster från diamantgruvor och plantager i Surinam, var hon mycket rik. 
Hon gifte sig 1779 med Louis-Quentin de Richebourg, Marquis de Champcenetz. Genom sitt äktenskap fick hon öppet tillträde till hovet, och genom sin vän Diane de Polignac till Marie Antoinettes privata cirkel. Hon emigrerade efter franska revolutionens utbrott 1789, men återvände 1791. Hon använde sin betydande förmögenhet för att finansiera de nederländska patrioterna. Hon agerade också mellanhand i Marie Antoinettes brevväxling med Gabrielle de Polignac. Hon allierade sig med exilrojalister, finansierade regimfientliga emigranter och agerade agent för dessa i Frankrike. Under skräckväldet arresterades hon för kontrarevolutionär verksamhet, men slapp ut efter Robespierres fall. Under Napoleons regeringstid var hon en agent i tjänst hos exilrojalisterna under greven av Artois. Hon ska ha varit inblandad i Pichegru-konspirationen och förvisades med sin make från Frankrike. 